# Bulusan (Sorsogon)
Bulusan ist eine philippinische Stadtgemeinde in der Provinz Sorsogon. Sie hat 22.884 Einwohner (Zensus 1. August 2015). Auf Teilen des Gebietes der Gemeinde liegt der Bulusan-Volcano-Nationalpark.

## Baranggays
Bulusan ist politisch in 24 Baranggays unterteilt.
| - Bagacay - Central (Pob.) - Cogon - Dancalan - Dapdap (Pob.) - Lalud - Looban (Pob.) - Mabuhay (Pob.) - Madlawon (Pob.) - Poctol (Pob.) - Porog - Sabang (Pob.) | - Salvacion - San Antonio - San Bernardo - San Francisco (Kapangihan) - San Isidro - San Jose - San Rafael - San Roque - San Vicente (Buhang) - Santa Barbara - Sapngan (Pob.) - Tinampo |